# Joseph Westwood
Joseph Westwood, PC, JP (* 11. Februar 1884 in Wollescote, Worcestershire; † 17. Juli 1948 bei einem Straßenverkehrsunfall in Strathmiglo, Fife) war ein britischer Gewerkschaftsfunktionär und Politiker der Labour Party, der unter anderem zwischen 1922 und 1931 sowie erneut von 1935 bis zu seinem Tode 1948 Abgeordneter des Unterhauses (House of Commons) war. Er fungierte zudem zwischen 1945 und 1947 im Kabinett Attlee I als Minister für Schottland (Secretary of State for Scotland).

## Leben
Joseph Westwood, Sohn des Bergmanns Solomon Westwood aus dessen Ehe mit Harriet Sidaway, wurde in Wollescote bei Stourbridge im englischen Worcestershire geboren, wuchs aber ab 1887 im schottischen Fife auf, wo er die Higher Grade School in Buckhaven besuchte. Mit dreizehn verließ er die Schule und wurde nach einem Jahr als Tuchmachergehilfe Bergmann in den Zechen von Wemyss, wo er von 1898 oder 1899 bis 1916 arbeitete. Er begann sein gewerkschaftliches Engagement von 1916 bis 1918 als Organisator der Bergarbeitergewerkschaft in Fife und war im Anschluss zwischen 1918 und 1929 Organisator der Bergarbeitergewerkschaft in Schottland. Bei der Unterhauswahl am 15. November 1922 wurde er für die Labour Party als Nachfolger von Donald Maclean von der Liberal Party im Wahlkreis Peebles and Southern Midlothian erstmals Abgeordneter des Unterhauses (House of Commons) und bei den Wahlen am 6. Dezember 1923, am 29. Oktober 1924 und am 30. Mai 1929 jeweils wiedergewählt. Er war zwischen Juni 1929 und März 1931 zunächst Parlamentarischer Privatsekretär von Schottland-Minister William Adamson und fungierte daraufhin vom 25. März bis zum 25. August 1931 als Parlamentarischer Staatssekretär im Schottland-Ministerium (Parliamentary Under-Secretary of State for Scotland).
Bei der Unterhauswahl am 27. Oktober 1931 unterlag er Archibald Maule Ramsay von der Scottish Unionist Party und schied zunächst aus dem Unterhaus aus. Am 17. Februar 1932 wurde er durch Königliches Dekret (Royal Warrant) zu einem der Kommissare für das Schottische Bildungsausstattungsgesetz (Educational Endowments (Scotland) Act) von 1928 ernannt, nachdem Agnes Hardie, die später ebenfalls Unterhausabgeordnete war, zurückgetreten war. Bei der Unterhauswahl am 14. November 1935 wurde er nunmehr im Wahlkreis Stirling and Falkirk als Nachfolger von James Reid von der Scottish Unionist Party erneut zum Abgeordneten des Unterhauses gewählt und bei der Wahl am 5. Juli 1945 wiedergewählt. Er war zeitweise Mitglied des Nationalen Beirates für körperliches Training und Erholung (National Advisory Council for Physical Training and Recreation) und Mitglied des Ausschusses zur Konsolidierung des schottischen Kommunalverwaltungsrechts (Committee for Consolidation of Scottish Local Government Law). Während des Zweiten Weltkrieges war er in der Kriegsregierung Churchill zwischen dem 17. Mai 1940 und dem 23. Mai 1945 abermals Parlamentarischer Staatssekretär im Schottland-Ministerium. Während dieser Zeit wurde er am 30. Juni 1943 Mitglied des Privy Council (PC), ein politisches Beratungsgremium des britischen Monarchen.
Nach dem Wahlsieg der Labour Party bei der Unterhauswahl am 5. Juli 1945 wurde Joseph Westwood, der zeitweise auch Friedensrichter (Justice of the Peace) war, am 26. Juli 1945 im Kabinett Attlee I schließlich selbst Minister für Schottland (Secretary of State for Scotland). Er wird als ein chronisch unentschlossener Politiker angesehen, so dass seine Amtszeit als Minister als glanzlos und allenfalls als Übergangszeit gilt. Zusätzlich zu seiner persönlichen Unentschlossenheit wurde Westwood durch die Tatsache benachteiligt, dass das erste Kabinett bei der Verfolgung der politischen Ziele stark zentralisiert war und spezifisch schottische, walisische oder englische regionale Forderungen von der Regierung misstraut und allgemein missachtet wurden. Infolgedessen hatte Westwood Mühe, die Unterstützung des Kabinetts für spezifisch schottische Maßnahmen zu gewinnen, was seinem Vorgänger Thomas Johnston hingegen gelang. Aus diesem Grund wurde er bereits am 14. Oktober 1947 im Rahmen einer Kabinettsumbildung von Arthur Woodburn abgelöst.
Aus seiner Ehe mit Frances Scarlett, Tochter von James Scarlett und Frances Harvey, gingen drei Söhne und fünf Töchter hervor. Am 17. Juli 1948 kam er mit seiner Ehefrau bei einem Straßenverkehrsunfall in Strathmiglo ums Leben. Bei der durch seinen Tod notwendig gewordenen Nachwahl (By-election) am 7. Oktober 1948 wurde sein Parteifreund Malcolm MacPherson zum neuen Unterhausabgeordneten für den Wahlkreis Stirling and Falkirk gewählt.